# Max Planck
Max Karl Ernst Ludwig Planck (Kiel, 23 april 1858 – Göttingen, 4 oktober 1947) was een Duits natuurkundige. Voor zijn ontwikkeling van de kwantumtheorie ontving hij in 1918 de Nobelprijs voor de Natuurkunde.

## Levensloop en wetenschappelijke carrière
Planck werd geboren als zoon van Johann Julius Wilhelm von Planck, een professor in de rechten, en Emma Patzig. Zijn echte voornaam zou Marx zijn. Aanvankelijk ging hij in Kiel naar school, maar op negenjarige leeftijd verhuisde hij met zijn familie naar München. Daar bezocht hij het Königlich Maximillian Gymnasium.
In 1874 ging hij studeren aan de Universiteit van München. Wegens ziekte moest hij in 1875 zijn studie onderbreken tot hij in de herfst van 1878 voldoende hersteld was om zijn opleiding voort te zetten. Naast München studeerde hij ook in Berlijn, waar hij onder andere colleges volgde van Gustav Robert Kirchhoff en Hermann von Helmholtz (van wiens lessen Planck niet erg onder de indruk was). Hij promoveerde er in 1879 met een proefschrift over de tweede wet van de thermodynamica. Na een periode waarin hij onder andere les gaf in München en Kiel, kreeg hij een aanstelling als professor in de theoretische natuurkunde aan de Friedrich-Wilhelms-Universität in Berlijn (1889-1926) als opvolger van Kirchhoff (volgens sommige bronnen tot 1928). In 1913 werd hij Rector van de Universiteit van Berlijn.
Hij verrichtte onder meer onderzoek naar de wetten van de thermodynamica en de uitstraling van energie door zwarte lichamen (black body radiation) en zocht naar de oplossing voor het probleem waar de klassieke natuurkunde niet uit kwam: hoe luidt de formule die het continue spectrum beschrijft van een energie-uitstralend lichaam; een vraag die reeds in 1859 door Kirchhoff werd geformuleerd. Het was al bekend dat de golflengte van elektromagnetische straling korter wordt naarmate de temperatuur van het lichaam stijgt. Wilhelm Wien vond in 1893 een formule voor de energiedistributie van straling vanuit zwarte lichamen, die gold voor het violette eind van het spectrum en John Rayleigh en James Jeans produceerden een formule voor het rode gebied, maar niemand kon een formule vinden die gold voor het hele spectrum.
Zijn onderzoekingen brachten Planck er in 1900 toe de klassieke Newtoniaanse principes te verwerpen en een heel nieuw principe te introduceren, wat uiteindelijk resulteerde in de kwantumtheorie. Hij publiceerde zijn bevindingen in het toonaangevende natuurkundetijdschrift Annalen der Physik in de verhandeling Zur Theorie des Gesetzes der Energieverteilung im Normalspektrum.
Plancks theorie komt erop neer dat energie wordt uitgestraald in kleine 'pakketjes' of eenheden, die hij kwanta noemde, meervoud van het Latijnse quantum, dat "hoeveelheid" betekent. Zijn idee was daarbij dat de hoeveelheid kwantumenergie en de hoeveelheid fotonen afhing van de golflengte van die straling: hoe korter de straling, hoe groter de energie per kwantum. De relatie tussen de frequentie {\displaystyle \nu } (aantal golven per seconde), de golflengte en de energie E per kwantum legde hij vast in de vergelijking, waarbij h de Constante van Planck voorstelt:
{\displaystyle E=h\cdot \nu }
Op Plancks grafsteen staat de waarde van h ingebeiteld: 6,626 × 10−27 erg seconde, wat gelijk is aan 6,626 × 10−34 J·s. Met Plancks theorie kon ook worden vastgesteld dat een kwantum van violet licht tweemaal zoveel energie bevatte als een kwantum van rood licht en dat het dus meer energie zou kosten om violette kwanta te produceren dan rode kwanta. Met de kwantumtheorie lukte het om één nette, het hele spectrum omvattende formule te vinden voor uitstraling van energie door zwarte lichamen.

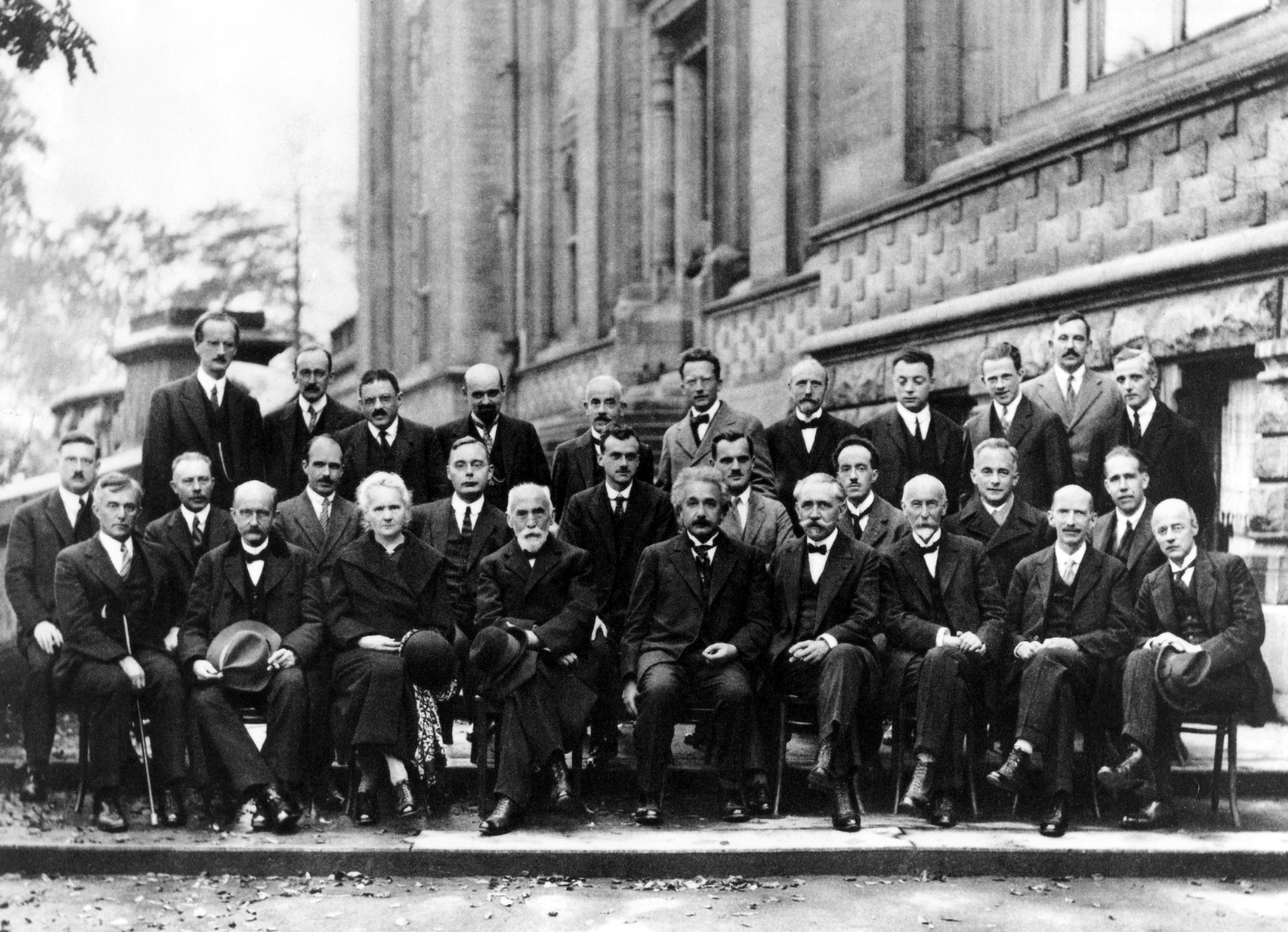
Groepsfoto van de Solvayconferentie 1927 met Planck onder als tweede van links (zittend met hoed in zijn hand), met o.a ook Curie en Einstein

Zijn ontdekking wordt door velen gezien als het begin van de moderne natuurkunde, tegenover die van de 'klassieke natuurkunde' daarvoor. Het ironische is dat Planck allerminst gecharmeerd was van het latere succes van 'zijn' kwantumtheorie. Vooral de statistische principes en de daarmee samenhangende onzekerheden, zoals samengevat door Werner Heisenberg en Erwin Schrödinger, bevielen hem niet. Evenals Albert Einstein was hij van mening dat de kwantumtheorie een 'tussenoplossing' was naar een meer 'klassieke' theorie van de mechanica waar geen statistische functies en onzekerheden bij nodig waren. Helaas voor beiden is dit nooit bewaarheid geworden. Bij zijn overlijden was de kwantumtheorie de meest geteste natuurkundige theorie ooit en iedere test bewees weer de geldigheid van haar grondvesten en uitgangspunten. Zij werd succesvol gebruikt om een heel scala van verschijnselen te verklaren, zoals het foto-elektrisch effect, de diffractie van röntgenstralen, de baan van elektronen om de atoomkern, het gedrag van atomen en atoomkernen, en het zeemaneffect. In 1927 kreeg Planck de Lorentzmedaille van de Koninklijke Nederlandse Akademie van Wetenschappen en in 1929 de Copley Medal.

## Planck en nazi-Duitsland
Max Planck was volgens velen de meest gerespecteerde Duitse wetenschapper van zijn tijd. Na de uitvaardiging van de anti-joodse rassenwetten in nazi-Duitsland in 1935 verwachtten andere geleerden dan ook dat hij openlijk daartegen in verzet zou komen ter verdediging van de Duitse wetenschap. Tot grote teleurstelling van zijn collega's, onder wie Albert Einstein en vele anderen met wie Planck lange jaren had samengewerkt, deed hij dit niet.
Hij liet geen publiek protest horen, hoewel hij Adolf Hitler er wel persoonlijk op aansprak, overigens zonder resultaat. Hierop verbraken veel van zijn vrienden de contacten. Ter verdediging van zijn houding kan aangevoerd worden dat Planck, die immers in 1858 geboren was, zijn opvoeding in het 19e-eeuwse keizerlijke Duitsland gekregen had in een burgerlijk milieu. Hier was het erg ongebruikelijk dat men in opstand tegen de overheid kwam en hoogstens zich terugtrok uit het openbare leven als men het ergens niet mee eens was. Planck was te zeer doordrongen van deze 19e-eeuwse normen en waarden om deze aan de kant te gooien. Aan de andere kant waren er ook Duitsers van zijn generatie die daar toch anders over dachten en menselijke waarden boven 'gehoorzaamheid aan de overheid' stelden.

## Persoonlijk
Plancks persoonlijke leven was doordrenkt met tragedie. Max Planck trouwde in 1887 met zijn jarenlange vriendin Marie Merck (1861-1909); dit huwelijk werd door een grote wederzijdse genegenheid gekenmerkt. Achtereenvolgens kregen ze een zoon, Karl (1888), de tweelingdochters Emma en Grete (1889) en nog een zoon Erwin (1893). Zijn echtgenote, Marie Merck, overleed op 17 oktober 1909 vermoedelijk aan tuberculose. Dit was een zware slag voor Planck en hij verzonk in een depressie. Twee jaar later hertrouwde hij met een nicht van zijn overleden vrouw, Marga von Hösslin (1882-1949), met wie hij nog een zoon kreeg, Herrmann (1911-1954). Er kwam van verscheidene collega's kritiek op Planck's huwelijk met de 25 jaar jongere Marga, Planck was toen al 53 jaar, maar hij herkreeg wel weer zijn levensvreugde en organiseerde zelfs muziekavonden in zijn huis waarbij hijzelf en zijn familie musiceerden en onder anderen Otto Hahn, Lise Meitner en Gustav Hertz te gast waren.
Zijn beide dochters overleden in het kraambed, Margarete in 1917 en Emma in 1919, terwijl zijn oudste zoon Karl sneuvelde tijdens de Eerste Wereldoorlog.
In de Tweede Wereldoorlog werd Planck getroffen door nog meer persoonlijk leed. Hij ondervond last van allerlei ouderdomskwalen. In februari 1944 werd zijn huis getroffen bij een bombardement. Hierbij brandde het tot de grond af en naast al zijn persoonlijke bezittingen gingen ook zijn hele wetenschappelijke archief samen met zijn tot die datum bijgehouden dagboeken verloren. Zijn geliefde zoon Erwin Planck werd lid van het Duitse verzet en nam deel aan de aanslag op Hitler op 20 juli 1944. Hij werd gevangengenomen, beschuldigd van verraad en – ondanks een smeekbede van Planck aan Hitler – op 23 januari 1945 door de Gestapo terechtgesteld.
Hoewel verbitterd door deze tegenslagen probeerde Planck na de oorlog bij de geallieerden te pleiten voor een hernieuwde opstart van een 'beter' Duitsland. Zo nam hij nog eenmaal het voorzitterschap op zich van het Kaiser-Wilhelm-Gesellschaft om het voortbestaan ervan te verzekeren.
De laatste twee en half jaar van zijn leven woonde Max Planck bij zijn achternicht in Göttingen alwaar hij in 1947 op 89-jarige leeftijd overleed. Vanaf 1920 tot zijn dood was Planck kerkeraadslid en ouderling van de Evangelisch-Lutherse Kerkgemeente in Berlijn-Grunewald.

## Vernoemd naar Max Planck
Verschillende onderzoeksinstituten op het gebied van de natuurkunde, verspreid over Duitsland en daarbuiten, dragen zijn naam. Het bekendste is de Max-Planck-Gesellschaft, het vroegere Kaiser-Wilhelm-Gesellschaft, te Berlijn en Göttingen, die over heel Duitsland een kleine honderd onderzoeksinstellingen beheert die op zeer uiteenlopende gebieden werkzaam zijn, van astrofysica tot belastingrecht. Hiernaast verleent hij zijn naam ook aan verschillende middelbare scholen in Duitsland, zoals het Max Planck Gymnasium in Trier, Dortmund en München.
Op 14 mei 2009 werd vanaf de basis Kourou in Frans-Guyana, naast de Ruimtetelescoop Herschel, ook de naar Max Planck genoemde Planck Observatory gelanceerd. Deze astronomische satelliet heeft als opdracht de oudste straling in het heelal, de zogenoemde kosmische achtergrondstraling te onderzoeken. Daarbij wordt ook het ontstaan van melkwegstels en de eerste fractie van een seconde na de oerknal bestudeerd.